# 菲斯卡斯

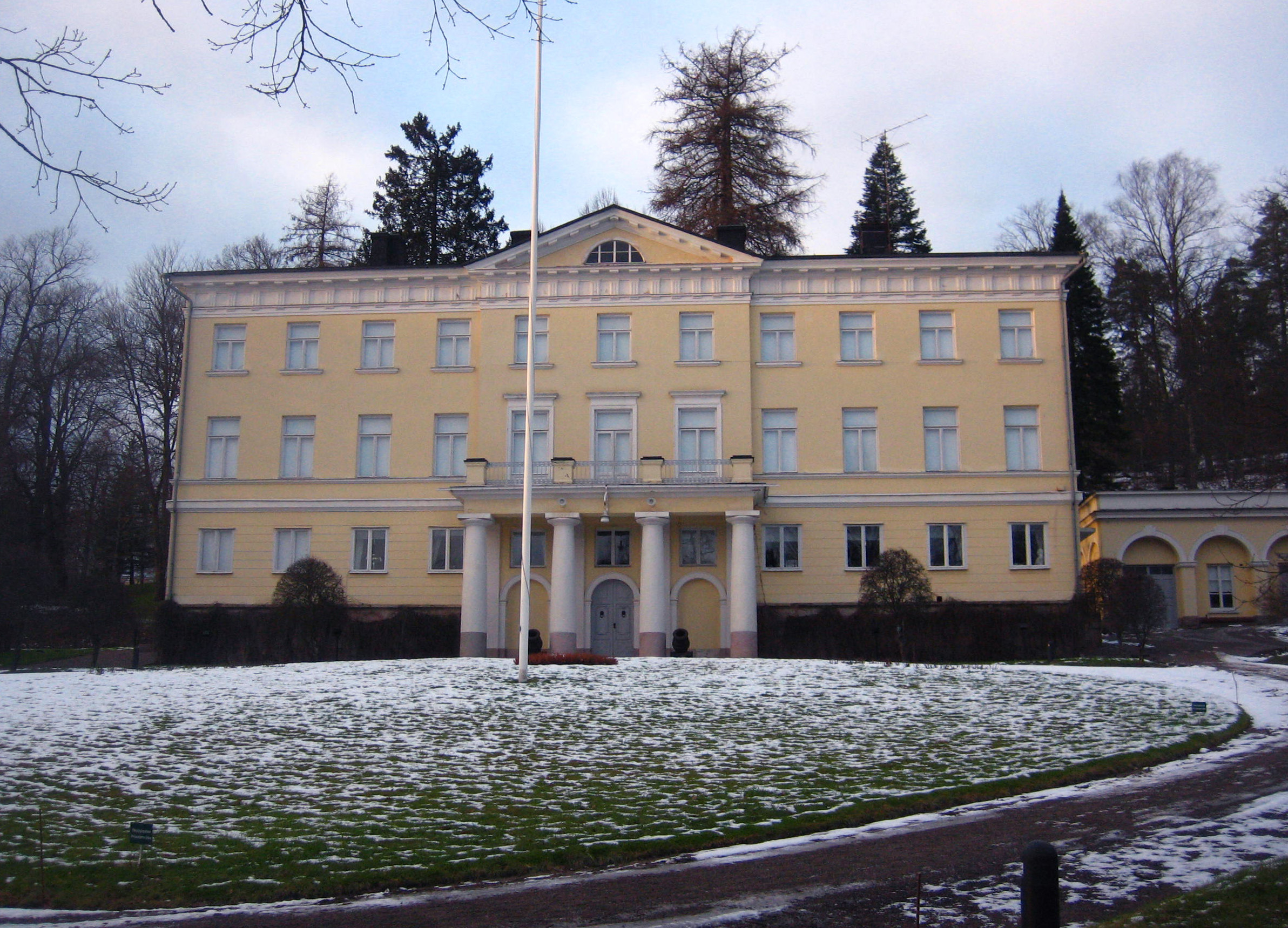
查尔斯·巴习設計的別墅

菲斯卡斯（瑞典語：Fiskars）是位於芬蘭城市拉塞博里的一個村莊，成立於1646年。菲斯卡斯最著名的標誌是一處在1818年由查尔斯·巴习設計的別墅。這座別墅使得菲斯卡斯成為著名的旅遊目的地，特別是在夏季。這座建築現在已經成為一個藝術家聚集的中心。